# Nagwa Abdel Meguid
Nagwa Abdel Meguid   (Egipte, segle XX) (nascut el 7 d'abril de 1952) és una genetista egípcia i guanyadora el 2002 del Premi UNESCO L’Oreal per a dones en ciència per a Àfrica i l'Orient Mitjà. La seva investigació ha identificat diverses mutacions genètiques que causen síndromes comuns com la Síndrome X fràgil i l'autisme.
Meguid és doctora en Genètica Humana i les seves investigacions inclouen la genètica clínica, els trastorns del neurodesenvolupament, la tecnologia de l'ADN humà i la dismorfologia.

## Biografia
Meguid es va graduar a la Universitat del Golf d'Aràbia. És membre de la Universitat d'Uppsala i cap d'un laboratori que investiga l'ADN i els canvis bioquímics en trastorns genètics com l'autisme i la síndrome X fràgil. És així mateix cap del Departament de Recerca en Nens amb Necessitats Especials de Centre Nacional de Recerca (NRC) d'Egipte, i genetista sènior al Genetics Institute de Pasadena.
Igualment, és membre de la Regional Bio-Ethics Society i Gender Research in Africa sobre Tecnologies de la Comunicació de la Informació per a l'empoderament (GRACE).

## Premis
Meguid ha obtingut prestigioses distincions per la seva investigació en genètica, com el Premi UNESCO L’Oreal per a dones en ciència per a Àfrica i l'Orient Mitjà (2002), el Premi Nacional a l'Excel·lència Científica (2009), el Premi Nacional de Recerca en Ciències Mèdiques del Centre de Recerca (2011) o el Distinctive Arab Female Scientist Prize, entre d'altres. També ha guanyat el premi a l'estat d'excel·lència científica en tecnologia avançada (2008).

## Investigació sobre trastorns genètics
Meguid ha contribuït a la investigació i descobriment de mutacions gèniques que causen trastorns genètics comuns a la població egípcia. Aquests trastorns genètics inclouen fenilcetonúria, distròfia muscular de Duchene, pèrdua auditiva neurosensorial congènita i síndrome X fràgil. En aquest camp ha desenvolupat mètodes per prevenir certes mutacions genètiques, que inclouen la detecció heterozigota i el diagnòstic prenatal.
També ha diagnosticat trastorns autosòmics recessius en egipcis com a conseqüència d'una elevada prevalença de consanguinitat a la població.

### Investigació sobre la síndrome X fràgil i l'autisme
Meguid va descobrir per primera vegada la prevalença de la fràgil mutació X entre els homes egipcis. La mutació es va produir 0,9 per cada 1000 homes egipcis. Hi havia una prevalença del 6,4% que la mutació es produiria en homes que presentaven retard mental. Meguid va determinar que l'alta prevalença del cromosoma X fràgil en homes àrabs amb retard mental podia ser el resultat de la consciència o del diagnòstic de la malaltia. Els mascles egipcis van tenir un reconeixement tardà d'aquesta mutació genètica durant la seva infància. Les mutacions genètiques es podien predir, ja que la malaltia estava relacionada amb un augment del percentatge de matrimonis consanguinis de la població àrab. Un coneixement retardat de la mutació genètica també va ser una causa freqüent d'altres trastorns relacionats amb el retard mental. Meguid va concloure que l'alta prevalença de la síndrome X fràgil hauria de promoure l'educació especial per als afectats i va suggerir que un pla de tractament individualitzat que comencés a l'escola preescolar podria permetre als estudiants tenir més èxit en els seus anys educatius.
Meguid va analitzar la morfologia cerebral, tant en la síndrome X fràgil amb trets autistes com en pacients amb autisme, i va determinar si hi ha diferències significatives en els trastorns genètics. Va utilitzar la ressonància magnètica 1,5-T (RM) i no va detectar diferències significatives en la morfologia cerebral, inclosos el "volum total del cervell, el volum regional, l'índex de girificació, la profunditat sulcal i el gruix de la cortical cerebral". Els pacients amb autisme tenien una disminució de les escorces del cervell prefrontal medial bilateral i cingulades anteriors esquerres. Es va trobar que el prefrontal medial i el cingulat anterior eren significatius en la cognició social i els pacients autistes i fràgils X eren deficients en tots dos. La deficiència en les característiques morfològiques del cervell va explicar un dèficit cognitiu social. La X fràgil amb característiques autistes reflectia puntuacions selectivament més altes en les escales de retirada social: els dèficits eren significativament diferents dels de les persones autistes. Tanmateix, les característiques autistes X fràgils es compartien amb la de l'autisme idiopàtic.
Meguid va desenvolupar un mètode simple de detecció molecular per detectar portadors de premutació de la síndrome X fràgil. Un portador de premutació és un individu que té entre 55-200 repeticions de CGG en el gen X fràgil (FMR1, acrònim anglès de Fragile X linked Mental Retardation type 1). La mutació completa té més de 200 repeticions CGG. El procediment va incloure una eina de selecció basada en la reacció en cadena de la polimerasa modificada (PCR) per als al·lels expandits de retard mental X Fràgil 1 (FMR1). Els resultats van mostrar que 16 dels 53 homes tenien la repetició anormal de CGG característica del gen X fràgil, i 10 de les seves mares i 4 de les seves germanes també tenien la premutació FMR1. Entre les famílies estudiades hi havia un 66,6% de matrimonis consanguinis i es va concloure que la síndrome X fràgil es descartava de famílies amb pares consanguinis. En canvi, la síndrome de l'X fràgil podria contribuir a la detecció precoç del portador, cosa que pot reduir el nombre de nens afectats. Aïllant la mutació precoçment, es podrien reduir els efectes de la malaltia en els nens i en el seu desenvolupament.

### Descobriments de mutacions genètiques

#### Mutacions inactivadores en el gen Cetoàcid Deshidrogenasa Quinasa de cadena ramificada
Meguid va descobrir mutacions en el gen Cetoacid Deshidrogenasa Cinasa de Cadena Ramificada (BCKDK). Les mutacions trobades a BCKDK es van trobar en famílies consanguínies amb epilèpsia, autisme i discapacitat intel·lectual. Anteriorment, es sabia que el BCKDK causava la malaltia de l'orina del xarop d'auró (MSUD). Les mutacions d'aquest gen podrien tractar l'autisme i l'epilèpsia. La proteïna és capaç d'inactivar la subunitat E1α de la cetoàcid deshidrogenasa de cadena ramificada (BCKDH), mediada per la fosforilació. Si un pacient té una mutació homozigòtica (una mutació idèntica tant en els al·lels paterns com materns), es produeixen reduccions en l'ARN missatger i la proteïna BCKDK, la fosforilació E1α i els aminoàcids de la membrana plasmàtica.

#### Sordesa recessiva no síndròmica: mutació en el gen GJB2
Meguid va descriure una nova mutació del gen GJB2 (responsable de la sordesa recessiva no síndròmica) amb una supressió de timina (T) a la posició 59 (c.59delT) al domini intracel·lular de la connexina 26. Aquesta mutació va provocar una mutació per desplaçament del marc de lectura al 20è aminoàcid que va provocar una terminació prematura.